# Pikaljowo
Pikaljowo (russisch Пикалёво) ist eine Stadt in der nordwestrussischen Oblast Leningrad. Sie hat 20.161 Einwohner (Stand 1. Januar 2024).

## Geographie
Die Stadt liegt an der Flanke des Tichwiner Höhenzuges etwa 240 km östlich der Oblasthauptstadt Sankt Petersburg am Oberlauf des Flüsschens Rjadan im Flusssystem der Newa.
Pikaljowo gehört zum Rajon Boksitogorsk.

## Geschichte

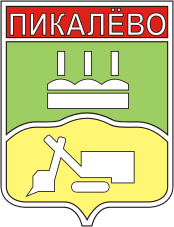
Sowjetisches Stadtwappen (1979)

Ein an Stelle der heutigen Stadt liegendes Dorf wurde erstmals 1620 urkundlich erwähnt.
1906 wurde hier an der neuerrichteten Eisenbahnstrecke Sankt Petersburg–Wologda die Station Pikaljowo eröffnet, benannt nach dem Gründer des benachbarten Bauernhofes Pikaljow.
1932 entstand in der Nähe im Zusammenhang mit der Errichtung einer Zementfabrik eine Arbeitersiedlung gleichen Namens, welche 1947 den Status einer Siedlung städtischen Typs und 1954 das Stadtrecht erhielt.
Von 1927 bis 1932 war Pikaljowo Verwaltungszentrum eines selbständigen Rajons, von 1996 bis 2006 kreisfreie, der Oblast direkt unterstellte Stadt.

### Bevölkerungsentwicklung
| Jahr | Einwohner |
| ---- | --------- |
| 1959 | 16.883    |
| 1970 | 21.832    |
| 1979 | 23.469    |
| 1989 | 24.510    |
| 2002 | 23.325    |
| 2010 | 21.562    |

Anmerkung: Volkszählungsdaten

## Kultur und Sehenswürdigkeiten
Die Stadt besitzt ein Heimatmuseum.

## Wirtschaft und Infrastruktur
Auf Grundlage des früheren stadtbildenden Unternehmens Glinosjom (russisch für Tonerde) sind Einzelwerke entstanden. Neben Erzen aus dem benachbarten Boksitogorsk werden von RUSAL Nephelinkonzentrate von der Kolahalbinsel zu Tonerde sowie Aluminiumerzeugnissen verarbeitet. Ein Zementwerk des russischen Marktführers EuroCement produzierte 2005 2,7 Millionen Tonnen, das Werk Metachim stellt Soda und Pottasche her. Daneben gibt es Betriebe der Bauwirtschaft sowie der holzverarbeitenden und Lebensmittelindustrie.
Die Stadt liegt an der 1906 eröffneten Eisenbahnstrecke Sankt Petersburg–Wologda–Kirow (Streckenkilometer 237).
Die Fernstraße A114 Sankt Petersburg–Wologda umgeht Pikaljowo südlich.

## Städtepartnerschaften
- Maardu (Estland)

## Persönlichkeiten
- Dmitri Tschistjakow (* 1994), Fußballspieler
- Xenija Sakordonskaja (* 2003), Handballspielerin